# Czesław Wawrzyniak
Czesław Wawrzyniak (ur. 13 kwietnia 1937 w Kunowie, zm. 2 marca 2019 w Warszawie) – polski kontradmirał, dyplomata, inżynier techniki nawigacji.
W okresie od 1956 do 1992 roku służył w Siłach Zbrojnych Polskiej Rzeczypospolitej Ludowej i Siłach Zbrojnych Rzeczypospolitej Polskiej. Pełnił służbę jako: morski oficer pokładowy okrętów torpedowych, oficer zabezpieczenia chemicznego, dyplomata, żołnierz służby specjalnej Polskiej Rzeczypospolitej Ludowej i Rzeczypospolitej Polskiej prowadzącej wywiad wojskowy. Kadm. Wawrzyniak większy okres służby spędził w Zarządzie II Sztabu Generalnego WP, a w latach 1991–1992 kierował jako szef Wojskowymi Służbami Informacyjnymi.

## Wykształcenie
Czesław Wawrzyniak urodził się 13 kwietnia 1937 roku w Kunowie, będąc synem Józefa i Anny. W 1956 roku został podchorążym na Wydziale Pokładowym Wyższej Szkoły Marynarki Wojennej w Gdyni, który ukończył w 1960 roku, uzyskując tytuł inżyniera nawigatora statku morskiego. Jest również absolwentem Kursu Oficerów Zabezpieczania Chemicznego w Wyższej Szkole Marynarki Wojennej. W 1965 roku odbył specjalistyczne przeszkolenie w Ośrodku Szkolenia Zarządu II Sztabu Generalnego Wojska Polskiego, a w 1976 roku ukończył Podyplomowe Studium Służby Zagranicznej w Wyższej Szkole Nauk Społecznych przy Komitecie Centralnym Polskiej Zjednoczonej Partii Robotniczej.

## Służba wojskowa
Na pierwsze stanowisko służbowe został skierowany do 3 Brygady Kutrów Torpedowych w Gdyni, gdzie objął stanowisko pomocnika dowódcy okrętu na kutrze torpedowym projektu 183 KT-85. W 1962 roku wyznaczono go oficerem zabezpieczenia chemicznego 3 Brygady Kutrów Torpedowych, a od 1963 do 1965 roku był pomocnikiem kierownika Ośrodka Analizy i Powiadamiania o Skażeniach Szefostwa Wojsk Chemicznych w Dowództwie Marynarki Wojennej w Gdyni. Następnie służył jako instruktor w Studium Obrony przed Bronią Masowego Rażenia Wyższej Szkoły Marynarki Wojennej.
W 1965 roku został oficerem w Zarządzie II Sztabu Generalnego Wojska Polskiego w Warszawie. Od 1970 roku zajmował stanowisko rzeczoznawcy ds. morskich w Attachacie Wojskowym przy Ambasadzie PRL w Paryżu. Następnie w latach 1975–1979 był na stanowisku starszego oficera. W okresie 1979–1983 Kmdr por. Wawrzyniak był attaché wojskowym przy Ambasadzie PRL w Rzymie. W latach 1983 do 1987 komandor pełnił stanowisko szefa Oddziału Europejskiego Z II SG WP (lata 1984–1987). Z tego stanowiska został przeniesiony do rezerwy. W 1990 roku wiceadm. Piotr Kołodziejczyk powołał go do służby czynnej i wyznaczył szefem Gabinetu Ministra Obrony Narodowej. W latach 1991–1992 kadm. Czesław Wawrzyniak był pierwszym Szefem Inspektoratu Wojskowych Służb Informacyjnych w Warszawie, po czym przeszedł w stan spoczynku.
Awansował na kolejne stopnie oficerskie:
- podporucznika marynarki – 1959
- porucznika marynarki – 1962
- kapitana marynarki – 1966
- komandora podporucznika – 1971
- komandora porucznika – 1977
- komandora – 1985
- kontradmirała – 1991

## Odznaczenia
- Krzyż Oficerski i Krzyż Kawalerski Orderu Odrodzenia Polski (Polonia Restituta)
- Złoty Krzyż Zasługi
- Złoty Medal „Siły Zbrojne w Służbie Ojczyzny”
- Srebrny Medal Siły Zbrojne w Służbie Ojczyzny
- Złoty Medal „Za zasługi dla obronności kraju”
- Brązowy Medal Za zasługi dla obronności kraju

## Śmierć
Zmarł 2 marca 2019 roku w Warszawie.